# 大内田夏月
大内田 夏月（おおうちだ なつき、2002年7月15日 - ）は、日本の女子ラグビーユニオン選手。

## プロフィール
- 福岡県出身[1]。
- ポジションはスタンドオフ(SO)、ウィング(WTB)。
- 身長 164cm、体重 60kg
- 愛称はなつ。
- 姉の大内田優月は元ラグビー選手で弟の陽冬・妹の葉月・彩月はラグビー選手のラグビー一家[2]。
- 女子日本代表キャップは1。（2025年7月現在）

## 略歴
4歳からラグビーを始めた。
2021年、筑紫高校卒業後、日本体育大学に入る。
2025年、日本体育大学卒業後、三重パールズへ加入。住友理工にアスリート従業員として入社。同年5月25日に行われた女子アジアラグビーエミレーツチャンピオンシップ2025女子香港代表戦にて先発出場で女子日本代表初キャップを獲得して、代表デビュー戦で4トライをあげた。